# 松井康之
松井 康之（まつい やすゆき）は、戦国時代から江戸時代前期にかけての武将。松井正之の次男。子に興之、興長。幼名は新助、胃助。官位は佐渡守。

## 生涯
天文19年（1550年）、室町幕府幕臣・松井正之の次男として京都郊外の松井城に生まれた。母は荒川治部大輔澄宣の女。
はじめ、第13代将軍・足利義輝に仕えたが、永禄の変において主君・義輝と兄・勝之が三好三人衆らによって殺害されると、幕臣の細川藤孝（後の幽斎）と行動を共にし、後に織田信長の家臣となった。
天正9年（1581年）、織田氏の家臣・羽柴秀吉（後の豊臣秀吉）が鳥取城攻めを行なった時には水軍衆を率いて参戦。秀吉方の付城に兵糧を入れる一方、鳥取城に兵糧を運ぼうとしていた毛利水軍を撃退し、毛利氏家臣・鹿足元忠を討ち、その勢いで伯耆・泊城を攻めるなど活躍。この功績を信長から賞賛されたという（『細川家記』『松井家譜』）。
その後、藤孝は丹後国の領主となり、康之は丹後松倉城（久美浜城）を任せられた。また、このころに康之は細川氏の家臣になったといわれているが、はじめから藤孝の家臣であったともいわれている。
天正10年（1582年）の本能寺の変後、藤孝が出家すると子の忠興に仕えた。主君・忠興が秀吉に従うと、豊臣氏による富山の役・小田原征伐・文禄・慶長の役に参戦している。特に富山の役では水軍衆を率いて活躍した。
また、主君・忠興が秀吉から関白・豊臣秀次の謀反連座の疑いを受けると、康之は秀次からの借銀の返済や、秀次家老の前野景定に嫁していた忠興の娘・御長（おちょう）差出要求に対して奔走し、事なきを得た。これに感謝して忠興は、娘・こほ（11歳）を康之の次男・新太郎（後の興長）の妻とした。 
慶長5年（1600年）の関ヶ原の戦いでは忠興と共に徳川方に与した。これに先立ち、徳川家康に謀反の疑いをかけられ窮地に陥った忠興を救うため、久美浜特産の「コノシロの麹漬け」（このしろ寿し）を家康に献上させ難を逃れたとされ、その礼状と思われる文書が如意寺 (京丹後市)に保存されている。関が原の戦いでは、康之は忠興の飛び領であった豊後杵築城に城代・有吉立行と共におり、丹後へ戻るよう忠興より命を受けるも既に戻れる状況下になかったため、杵築に留まった。そして攻めてきた大友吉統の攻撃を防ぎきり、救援に来た黒田如水と合流、石垣原の戦いで勝利した。この功績により戦後、忠興より2万6,000石の知行と、速見郡の御領所1万7,000石を預けられた。
慶長17年（1612年）1月23日、死去。享年63。辞世の句は、「やすく行道こそ道よ是やこのこれそまことのミちに入けり」。

## 人物
- 優れた茶人でもあったといわれている。
- 子孫は代々徳川家直参の身分を持ち、熊本藩の2万8,000石の筆頭家老（別格家老家）であり、さらに代々肥後八代城主に封じられた（一国一城制の例外）。

## 関連書籍
- 鈴木喬編著『熊本の人物』 熊本の風土とこころ編集委員会編、熊本日日新聞社〈熊本の風土とこころ 25〉、1982年11月、90-91頁。全国書誌番号:83009119、NCID BA85409843。
- 下中弘編『日本史大事典』第6巻（へ-わ）、平凡社、1994年2月。ISBN 978-4-582-13106-2、全国書誌番号:94037763。
- 林千寿『家老の忠義 大名細川家存続の秘訣』歴史文化ライブラリー　吉川弘文館、2021年2月 ISBN 978-4-642-05919-0